# Nicholas Isherwood
Nicholas Isherwood (né en 1959) est un baryton-basse franco-américain, spécialisé dans la musique contemporaine et baroque.
Il a en particulier tenu le rôle de « Lucifer » dans les premières mondiales de Donnerstag, Montag (à La Scala de Milan), Dienstag et Freitag (à l'Opéra de Leipzig) de Licht de Stockhausen et dans Donnerstag aus Licht à Covent Garden,. Il est également compositeur, chef de chœur et professeur de chant.

## Biographie

### Études
Nicholas Isherwood a étudié à l'Oberlin College où il obtient une licence de littérature française et une licence de musique (chant). Il a également pris des cours de théâtre à l’Actors’Centre à Londres. Il a obtenu un DEA de musicologie à l'École des hautes études de Paris. En 1994, sa thèse de DEA sur le vibrato était encadrée par le composituer Hugues Dufourt et l'oto-rhino-laryngologiste Doctor Marc Yana.

### Carrière de chanteur
Le répertoire de Nicholas Isherwood est éclectique. Il chante de la musique baroque, de la musique contemporaine, mais aussi du jazz et jusqu'au rock de Zappa. Isherwood dit, dans un entretien avec le journal Libération, « en tant que musicien, je trouve logique d'être ouvert à tous les genres et de ne pas s'enfermer dans un style ou dans une esthétique ».
Liste non exhaustive de concerts auxquels il a participé :
- 1985, rôle de « Lucifer » dans l'opéra Donnerstag aus Licht de Stockhausen au Covent Garden[6]
- 1989, rôle de « Roméo » dans l'opéra Roméo et Juliette de Pascal Dusapin au festival d'Avignon[7]
- 1990, récital Isherwood/Watson au festival Musica à Strasbourg (Charles Ives, Gershwin, Lacy et des negro spirituals)[8]
- 1990, rôle de « Satiro » dans l'opéra Orfeo de Rossi avec les Arts Florissants[9]
- 1991, rôle de « Pan » dans l'opéra Alcyone de Marais avec Les Arts Florissants[10]
- 1995, rôle de « Der Tod » dans l'opéra Der Kaiser von Atlantis de Viktor Ullmann avec l'ensemble 2e2m[11]
- 1998, rôle de « Lear » à la création de l'opéra Vision of Lear de Toshio Hosokawa à la Biennale de Munich
- 2000, rôle de« Il Testimone » dans Tieste de Sylvano Bussotti à l'opéra de Rome[12]
- 2002, rôle de « Antinoo » dans Il ritorno d'Ulisse in Patria de Monteverdi avec l'ensemble Boston Baroque[13]
- 2003, rôle de « Micromégas » dans Micromégas de Paul Mefano[14]
- 2011, concert Kurtág’s Beckett (György Kurtág’s “…pas á pas -- nulle part…,”, texte de Beckett) à la Colburn School[15]
- 2012, rôle de « The chef » dans Lehrstück de Bertolt Brecht et Paul Hindemith[16]
- 2013, concert Goddess and Storyteller (Iannis Xenakis, Gao Ping, Dorothy Ker) avec l'ensemble Stroma à la l'université Victoria de Wellington[17]
- 2018, fresque opératique 200 Motels de Frank Zappa[18]
- 2020, rôle de « the doctor » dans l'opéra L'Inondation de Francesco Filidei à l'Opéra de Rennes[19]
- 2022, opéra Red Waters de Keren Ann Zeidel et Bardi Johannsson avec la complicité de l’écrivaine Marie Darrieussecq à l'opéra de Rennes[20]

### Direction
Nicholas Isherwood dirige le sextet VOXNOVA depuis 1992 spécialisé dans répertoire vocal contemporain.
Exemple de concerts de VOXNOVA:
- 1999, créations de Meurtre, pour quatre voix et bande quatre pistes d'Alain Bancquart et de A floresta e jovem e cheja de vida de Luigi Nono lors de l'inauguration du premier festival Arts/Sciences du Centre de création musicale Iannis Xenakis à la Cité des Sciences et de l'Industrie[5]
- 2022, The Electric Voice, musique pour voix et électronique, à l'IRCAM[21]

### Enseignement
Nicholas Iserwood enseigne le chant dans différents établissements et lors de divers masterclass. Par exemple:
- professeur de chant et d'opéra à l'université de l'Oregon[22]
- Interventions lors des Stockhausenkurse à Kürten[23]
- professeur de chant au Conservatoire de musique, de danse et d'art dramatique du Pays de Montbéliard[24]

## Discographie
Discographie partielle de Nicholas Isherwood:
- 1991, Orfeo de Rossi avec les Arts Florissants, Hamonia Mundi[25]
- 1992, Clangs de Steve Lacy, hat ART
- 1992, Agripina de Haendel avec la Capella Savaria et Nicholas McGegan[26]
- 1994, Der Kaiser von Atlantis de Viktor Ullmann, Decca[27]
- 2003, Dialogues (Boulez, György Kurtág, Philippe Schoeller) avec Pascal Gallois, Stradivarius/Abeille[28]
- 2003, Capricorn (from Sirius), Stockhausen Complete Edition CD 59[29]
- 2004, Advance of the Fungi de George Cacioppo, Mode Records[30]
- 2009, Havona, Stockhausen Complete Edition CD 92[31]
- 2014, Aria de John Cage, BIS Records[32]

Discographie partielle de VOXNOVA:
- 1994, Scelsi, Byzantium, The Alchemists, hat ART[33]
- 1998, In the Sky I am Walking, Stockhausen, Dusapin, Mode Records[34]